# 2008年のグランドチャンピオンシップ (独立リーグ)
2008年のグランドチャンピオンシップ（2008ねんのグランドチャンピオンシップ）は、2008年10月17日から10月28日に、四国・九州アイランドリーグ（現・四国アイランドリーグplus）優勝チームの香川オリーブガイナーズと、ベースボール・チャレンジ・リーグ優勝チームの富山サンダーバーズによる、野球独立リーグ日本一の座をかけて行われたグランドチャンピオンシップである。
ルールの変更により今回から延長戦が導入され、両者相星の第5戦がシリーズ史上初の延長戦となった。この試合を制した香川が2年連続のチャンピオンとなった。第1回では実施されたシリーズMVPの表彰は行われなかった。
シリーズでは本塁打が1本もなかったが、これは2014年まで唯一の事例であった。

## 日程
以下の予定であった。
- 第1・2戦は10月17・18日にサーパススタジアム(香川県営野球場)
- 第3-5戦は10月24 - 26日に富山サンダーバーズの球場で開催。
富山での使用球場は下記の予定とされていた。   
  - 第3戦（10月24日） - 桃山野球場（魚津市桃山運動公園）
  - 第4・5戦（10月25・26日） - 県営富山野球場
    - 県営富山野球場はデーゲーム（照明設備がないため、日没の場合はコールドゲーム）。
- 予備日は、アイランドリーグラウンドはなし、BCリーグラウンドは以下の予定だった。
  - 10月27日） - 宮野野球場
  - 10月28日 - 桃山野球場

実際には第3戦が雨天順延となり、第3・4戦を県営富山野球場で実施。予備日開催となった第5戦も10月27日は雨天中止となったため、10月28日に開催され、延長戦の末に香川が勝利し、2年連続の優勝を飾った

## 試合結果

### 第1戦
10月17日　サーパススタジアム　開始18:00（試合時間：2時間03分）　入場者数1340人
| 富山 | 0 | 0 | 0 | 0 | 0 | 0 | 0 | 0 | 0 | 0 |
| 香川 | 0 | 0 | 0 | 3 | 0 | 0 | 0 | 0 | X | 3 |

（香）○塚本（1勝）、S松尾（1S）－堂上

（富）●小山内（1敗）－廣田

### 第2戦
10月18日　サーパススタジアム　開始18:00（試合時間：2時間49分）　入場者数2917人
| 富山 | 1 | 0 | 0 | 0 | 0 | 0 | 0 | 0 | 0 | 1 |
| 香川 | 0 | 0 | 0 | 1 | 0 | 0 | 0 | 2 | X | 3 |

（香）松居、金子、○松尾（1勝）－西森、堂上

（富）●田中（1敗）、木谷－廣田

### 第3戦
10月25日　県営富山野球場　開始12:00（試合時間：2時間47分）　入場者数1884人
| 香川 | 0 | 0 | 1 | 0 | 1 | 0 | 0 | 0 | 0 | 2 |
| 富山 | 2 | 2 | 0 | 0 | 0 | 0 | 1 | 0 | X | 5 |

（香）●金子（1敗）、安達、高尾、松尾、橋本－堂上

（富）○小山内（1勝1敗）－廣田

### 第4戦
10月26日　県営富山野球場　開始12:00（試合時間：2時間40分）　入場者数1442人
| 香川 | 0 | 0 | 0 | 0 | 0 | 0 | 0 | 0 | 0 | 0 |
| 富山 | 0 | 0 | 0 | 0 | 0 | 0 | 4 | 0 | X | 4 |

（香）塚本、●松尾（1勝1敗）－堂上

（富）○田中（1勝1敗）－廣田

### 第5戦
10月28日　桃山野球場　開始18:30（試合時間：3時間20分）　入場者数2118人
| 香川 | 0 | 0 | 0 | 0 | 0 | 0 | 0 | 1 | 1 | 0 | 1 | 3 |
| 富山 | 0 | 0 | 0 | 1 | 1 | 0 | 0 | 0 | 0 | 0 | 0 | 2 |

（香）金子、橋本、○松尾（2勝1敗）－堂上

（富）木谷、●小山内（1勝2敗）－廣田